# Новиков, Егор Павлович
Егор Павлович Новиков (18 сентября 1915, Косилово, Фошнянская волость, Брянский уезд, Орловская губерния, Российская империя — 17 сентября 1941) — командир звена 191-го истребительного авиационного полка, младший лейтенант. Герой Советского Союза.

## Биография
Родился 1 октября 1915 года в деревне Косилово ныне Жуковского района Брянской области в семье крестьянина. Русский. Член ВКП(б) с 1939 года. Окончил 7 классов и школу ФЗУ. Работал слесарем на механическом заводе в посёлке Жуковка, затем на прожекторном заводе в Москве. В 1935 году вступил в комсомол.
В РККА с 13 января 1938 года. В 1939 году окончил 2-ю Борисоглебскую Краснознамённую военную авиационную школу лётчиков имени В. П. Чкалова.
Участник советско-финской войны 1939—1940 годов.
В боях Великой Отечественной войны с июня 1941 года. Воевал в небе Ленинграда. На фронте Егор Новиков совершил 60 боевых вылетов, в воздушных боях сбил 9 лично и 4 в группе самолётов противника. Погиб 17 сентября 1941 года, таранив вражеский самолёт. Награждён орденом Ленина.
Звание «Герой Советского Союза» Егору Павловичу Новикову присвоено посмертно 16 января 1942 года.